# Osaka Popstar
Gli Osaka Popstar sono una band pop punk statunitense capitanata dal cantante e produttore John Cafiero, che ha nel suo organico vere star del punk come Jerry Only (Misfits) al basso, Marky Ramone (Ramones) alla batteria, Dez Cadena (Black Flag) alla chitarra ed Ivan Julian (Richard Hell and the Voidoids) sempre alla chitarra.

## Storia degli Osaka Popstar
Nel 2006 è uscito il loro primo album, Osaka Popstar and the American Legends of Punk per la Misfits Records, sottoetichetta della Rykodisc, contenente perlopiù cover.
In aggiunta alla componente puramente musicale, il progetto fa sfoggio di sé grazie ad una particolare attenzione alla interpretazione grafica del gruppo, del merchandising e dei videoclip che può vantare dell'apporto di artisti come John Pound, guru dei Garbage Pail Kids, l'artista giapponese Marichan e la leggenda urbana Dalek.
Sono stati in concerto con i Misfits come special guest al Friend Fest 2006 in Stati Uniti d'America, in altre date in Europa ed in ottobre e novembre 2006 anche altrove, come a Tijuana e Montréal.

## Formazione
- John Cafiero - voce
- Dez Cadena - chitarra
- Ivan Julian - chitarra
- Jerry Only - basso
- Marky Ramone - batteria

## Album in studio
- 2006 - Osaka Popstar and the American Legends of Punk (Rykodisc Records)
- 2008 - Rock'em O-Sock'em Live!